# Gaspare Bolla
Pour les articles homonymes, voir Bolla.
Gaspare Virginio Emilio Bolla (Pieveottoville, 28 juillet 1874 - Gris, 18 juillet 1915) est un cavalier et aviateur italien.
Champion hippique, il a été un pionnier de l'aviation italienne. As de l'aviation, pour ses exploits aériens dans la guerre italo-turque et dans la Grande Guerre, il a été décoré de deux médailles d'argent de la valeur militaire.

## Biographie
De noble lignée piémontaise, il est né le28 juillet 1874 à Pieveottoville, un hameau de Zibello, de Gaspare - sous-préfet assassiné dans l'exercice de ses fonctions à Parme un mois avant sa naissance - et de Pia Marchi issue d'une illustre famille de la plaine de Parme (Bassa parmense).
Il entre dans l'armée royale (Regio Esercito) en fréquentant le Collège royal de Florence et le Collège royal Carlo Alberto de Moncalieri, et devient officier de cavalerie en 1896. Il a été instructeur de cavalerie dans le régiment Nizza Cavalleria (Reggimento « Nizza Cavalleria ») et dans les écoles de Pinerolo et Tor di Quinto. Il était également un cavalier de renommée internationale, vainqueur de nombreuses compétitions équestres en Europe : Saumur, Vienne et la Coupe des Nations de saut d'obstacles de San Sebastián en 1909 et en Amérique latine à Buenos Aires.
En tant que capitaine (capitano) du 10e régiment Lancieri di Vittorio Emanuele II, le 18 janvier 1912 à Pau dans les Pyrénées, après douze jours de cours, il obtient le brevet d'aviateur civil français n° 718 et le brevet d'aviateur militaire italien no 89, le 1er mai de la même année.
Toujours en 1912, il part pour la guerre de Libye. Le 13 mars, il arrive au front en Cyrénaïque et se voit confier le commandement de la 3e escadrille de Derna, qui ne compte que deux appareils : un Blériot XI et un Deperdussin,. Il effectue 52 missions et reçoit la médaille d'argent de la valeur militaire.
D'abord commandant du terrain aéronautique de Mirafiori (où il avait sous ses ordres l'as de l'aviation Lelio Gaviglio) et ensuite de la 2e escadrille Blériot) basée à Chiasiellis et dans le Bas Isonzo, en mai 1915, lors de l'entrée de l'Italie dans la Première Guerre mondiale, il photographie et bombarde l'arsenal de Monfalcone avec un Blériot XI.
Le 18 juillet 1915, il tente de décoller de Gris, un hameau de la Commune de Bicinicco, pour un vol de reconnaissance, malgré les mauvaises conditions météorologiques et sa condition physique compromise car il est revenu d'une reconnaissance de l'ennemi avec trois blessures par balle sur le corps. Peut-être s'est-il évanoui ou en tout cas n'a-t-il pas eu la force de contrôler l'avion dans la situation de vent fort dans laquelle il se trouvait, l'avion s'est retourné, provoquant son écrasement et sa mort. Il a été décoré d'une deuxième médaille d'argent de la valeur militaire en sa mémoire.
Gabriele D'Annunzio lui a dédié une épigraphe qui figure encore aujourd'hui sur le monument aux morts érigé en 1922 sur la place "Cesare Battisti", au centre de sa ville natale de Pieveottoville :

« Ce champ de Cascina Costa, la jeune Italie ailée le dédie au nom et à l'exemple de Gaspare Bolla, un chevalier perdu qui semblait avec l'extrême envol de son cheval atteindre les plus hauts héros de l'aile sanglante dans les étoiles de la Patrie. »

— Gabriele D'Annunzio, épigraphe dédiant l'aéroport de Cascina Costa à Gaspare Bolla,.

## Décorations

### Décorations italiiennes
- Médaille d'argent de la valeur militaire
- Avec de nombreuses explorations en avion, dans un danger constant évident, il a pu fournir des informations utiles sur les dislocations et les travaux de flanc de l'ennemi. Derna, avril-juillet 1912.
- Mirafiori, 3 juin 1913.
 - Médaille d'argent de la valeur militaire à titre posthume
- Avec des vols de reconnaissance et de bombardement, effectués à basse altitude et souvent dans des conditions météorologiques difficiles, il a brillamment rempli son devoir d'aviateur. Exemple constant pour ses employés d'un sens élevé du devoir, il a perdu la vie un jour de combat, emporté par un tourbillon. Karst 19 juin - 18 juillet 1915.
 - Chevalier de l'Ordre de la Couronne d'Italie
 - Médaille commémorative de la guerre italo-turque 1911-1912

### Décorations étrangères
- Officier de l'Ordre de l'Étoile noire (France)
 - Chevalier de l'Ordre de Saint-Herménégilde (Espagne)
 - Chevalier de 2e classe de l'Ordre de l'Épée (Suède)

## Source
- (it) Cet article est partiellement ou en totalité issu de l’article de Wikipédia en italien intitulé « Gaspare Bolla » (voir la liste des auteurs).